# Gromatoechacultuur
De Gromatoechacultuur (Russisch: Громатухинская культура, Gromatoechinskaja koeltoera, ±14.000-5.000 v.Chr.) was een vroeg-neolithische cultuur in de stroomgebieden van de Zeja en de Midden-Amoer in het Russische Verre Oosten.
De cultuur is ontdekt door A.P. Okladnikov en A.P. Derevjanko in de jaren zestig en vernoemd naar een vindplaats aan de rivier de Gromatoecha, een zijrivier van de Zeja. Daarnaast zijn er nog een dozijn andere sites bekend met vergelijkbaar materiaal.
Ze toont tekenen van continuïteit met de eerdere Selemdzjacultuur. 
De Gromatoecha-site heeft meerdere niveaus en toont de ontwikkeling van de cultuur gedurende meerdere duizenden jaren. De oudste lagen  worden gekenmerkt door typische laatpaleolithische assemblages: randvormige microkernen, transversale stekers, tweezijdig bewerkte klingen, punten, eindschrabbers en stekers. Er zijn veel grote gereedschappen voor houtbewerking zoals bijlen en dissels. Ook vond men gewichten voor netten gemaakt van kiezels, jade kralen en hangers. 
Duidelijke sporen van woningen zijn niet gevonden. Waarschijnlijk gebruikte men slechts lichte tijdelijke constructies. Er zijn verschillende concentraties debitage-afval en voorbewerkte stenen die kunnen worden geïnterpreteerd als plekken waar vuursteen bewerkt werd, en meerdere concentraties van mogelijk van vuurplaatsen afkomstig houtskool. Dit ondersteunt de theorie dat mensen van de Gromatoechacultuur rondreizende jager-verzamelaars waren met seizoensgebonden focus op visserij (zalm) en tijdelijke kampen met lichte woonconstructies. 

## Datering
De oorspronkelijke toewijzing aan het vroege en midden-neolithicum (tweede helft van het 5e tot 4e millennium v.Chr.) werd na een reeks C14-datering op basis van houtskool en organische resten in het aardewerk, vervangen door een veel eerdere schatting (15-16 tot 8.000 BP). De huidige chronologie is gebaseerd op 34 data, waaronder 9 afkomstig van houtskool (14.820-11.200 cal BP), 8 van organische resten in het aardewerk (16.260-8010 cal BP) en 17 van verkoolde resten op aardewerkmonsters (15.010-9550 cal BP).

## Aardewerk
De Gromatoechacultuur toont een van de vroegste voorbeelden van pottenbakken, niet alleen in het Russische Verre Oosten, maar over de hele wereld. Dit aardewerk werd al aan het einde van het Pleistoceen uitgevonden en gebruikt door bosjagers en riviervissers, en het gebruik ervan was niet verbonden met enige vorm van landbouw of veeteelt. 
Het vroegste aardewerk werd gemaakt van klei vermengd met gras. Het keramiek van de latere stadia is divers: vaatwerk met textielornamenten, koorddecoraties, met verdikte randen, wafelversieringen, en patronen van ruitvormige, rechthoekige en ronde afdrukken.
De cultuur gaf een technologische impuls aan het verschijnen van vroeg aardewerk in de nabijgelegen regio's van de  Boven-Amoer en Beneden-Amoer. Of dit het resultaat was van migraties van groepen uit het Midden-Amoergebied of door cultureel diffusionisme is nog niet duidelijk.
De Rijksuniversiteit Groningen deed onderzoek aan vroeg aardewerk van de Gromatoechacultuur en de Osipovkacultuur aan de beneden-Amoer. Analyse van lipiden of vetzuur-residuen op 28 potscherven van verschillende sites toonde aan dat de mensen van de Gromatoechacultuur hun vaatwerk gebruikten om vlees van landdieren, zoals herten, reeën en wilde geiten, te koken en botvetten en merg te extraheren. Bij de Osipovkacultuur aan de Beneden-Amoer daarentegen werden de potten gebruikt om vis, waarschijnlijk trekzalm, te verwerken en visolie te verkrijgen. In beide culturen betekende dit dat voedselvoorraden konden worden aangelegd, waardoor men voor langere periodes op eenzelfde plaats kon blijven wonen, en een meer sedentaire levenswijze mogelijk werd.